# Jahanabad
Jahanabad (o Jehanabad) és una ciutat i municipalitat capital del districte de Jahanabad (o Jehanabad) a l'estat de Bihar, Índia. a uns 50 km de Patna i 50 de Gaya. Al cens del 2001 figura amb 81.723 habitants (1901: 7.018 i 1881: 5.286)
Va sorgir com un mercat (mandi) establert per l'emperador Aurangzeb en una època de fam, amb el nom de Jahanarabad per la seva germana Jahanara del que va derivar Jahanabad o Jehanabad. Sota els britànics fou capital d'una subdivisió (creada el 1872) de 1569 km i 386.535 habitants el 1901, convertida en districte l'1 d'agost de 1986.